# 매치 업
매치 업은 SBS MTV에서 방영된 리얼리티 프로그램이다. 총 8부작으로, 블락비와 B1A4가 출연했다.

## 시리즈
- 매치 업
- 매치 업: 블락비 리턴즈